# Nikolaus Heilmann
Nikolaus Heilmann (20 de abril de 1903 - 4 de enero de 1945) fue un comandante de alto rango en las Waffen-SS durante la II Guerra Mundial. Recibió la Cruz de Caballero de la Cruz de Hierro de la Alemania Nazi.
Nacido en 1903, Heilmann se unió a la fuerza de policía en 1925. En mayo de 1939 se unió a las SS (número de carnet 327.324) y al inicio de la II Guerra Mundial fue destinado a la División SS Polizei y sirvió durante la ocupación de Francia y los Países Bajos. En junio de 1943, fue promovido a SS-Standartenführer y nombrado jefe de Estado Mayor del IV Cuerpo Panzer SS cuyo personal entero fue transferido  al VI Cuerpo de Ejércitos SS.
Permaneció en el personal del ejército hasta febrero de 1944 cuando le fue dado el mando de la 15.ª División de Granaderos SS (1.ª Letona) y promovido a Oberführer. Fue transferido al mando de la 14.ª División de Granaderos SS (1.ª Galicia) en agosto de 1944, cuando fue herido y también se le concedió la Cruz de Caballero. Retornó al mando de la 15.ª División SS en enero de 1945. Murió en combate el 4 de enero de 1945 y fue promovido póstumamente al rango de Brigadeführer.

## Condecoraciones
- Cruz de Caballero de la Cruz de Hierro el 23 de agosto de 1944 como SS-Oberführer y comandante de la 15.ª Waffen-Grenadier-Division de las SS[1]